# Balseros – Kubanische Träume vom Glück
Balseros – Kubanische Träume vom Glück (Originaltitel: Balseros, spanisch für „Flößer“) ist ein im Jahr 2002 erschienener spanischer Dokumentarfilm von den Regisseuren Carles Bosch und Josep Maria Domènech.

## Hintergrund und Handlung
Der Film handelt über die sogenannten Balseros, Bootsflüchtlinge, welche während der sogenannten periodo especial aus Kuba in die Vereinigten Staaten flüchteten.
Hintergrund ist der Zusammenbruch des Ostblocks um 1990 und die demzufolge ausbleibenden Subventionen aus der Sowjetunion an Kuba, was eine rapide Zunahme der Armut in Kuba bewirkte. Daraus resultierte ein Flüchtlingsstrom, der 1994 in der Flucht von 50.000 Kubaner, teilweise von der kubanischen Regierung ungehindert, gipfelte. Dazu wurden die abenteuerlichsten Boote aus sämtlichen aufzutreibenden Materialien gebaut, um damit die rund 90 Meilen bzw. 150 Kilometer Meer nach Florida zu überqueren. Carlos Bosch erklärte im Intro des Films, dass es sich dabei weniger um politische, sondern viel eher um Wirtschaftsflüchtlinge handele.
Die Dokumentation besteht aus längeren Interviews mit den Bootsbauern, den Balseros, und betrachtet das Leben von sieben Flüchtlingen über insgesamt sieben Jahre, vom Floßbau bis hin zu ihren Versuchen ein neues Leben in den USA aufzubauen. Dabei werden Einblicke in das tägliche Leben in dem Kuba jener Jahre und den Vereinigten Staaten gewährt.
Der Film dauert zwei Stunden. Die erste Hälfte wurde in Kuba gefilmt, darunter zum Schluss auch einige Szenen aus dem Gefangenenlager der Guantanamo Bay Naval Base, wo das Los darüber entschied, ob die Flüchtlinge in die USA einreisen durften oder nicht und dies alles während die Familienangehörigen nichts über deren Verbleib wussten. Die zweite Stunde handelt über das Leben jener Kubaner, die es in die USA schafften und über das Land verteilt wurden. Diese Leute wurden fünf Jahre später noch einmal gefilmt, um deren Schwierigkeiten bei der Anpassung an die neue Gesellschaft und das daraus resultierende Heimweh zu zeigen, ein „menschliches Abenteuer von Leuten, die zwischen zwei Welten schiffbrüchig wurden“.

## Kritik
„Der beeindruckende Dokumentarfilm nimmt sich Zeit für seine Beobachtungen und versetzt den Zuschauer in die Lage, am Schicksal der Betroffenen Anteil zu nehmen.“

## Preise
- Bester ausländischer Film beim Festival Internacional del Nuevo Cine Latinoamericano, Havanna, 2002
- Beste spanischsprachige Dokumentation beim Ajijic Festival Internacional de Cine, Mexiko, 2002
- Gewinner des IDA Award der International Documentary Association, 2003
- Nominiert für einen Oscar, Bester Dokumentarfilm, 2004[2]
- Gewinner des Peabody Awards, 2004
- Gewinner eines Emmys für Cinematografie für Josep Maria Domènech (Best Photography), 2005
- Nominiert für Beste Dokumentation, Goya. 2003